# 安慶天柱山空港

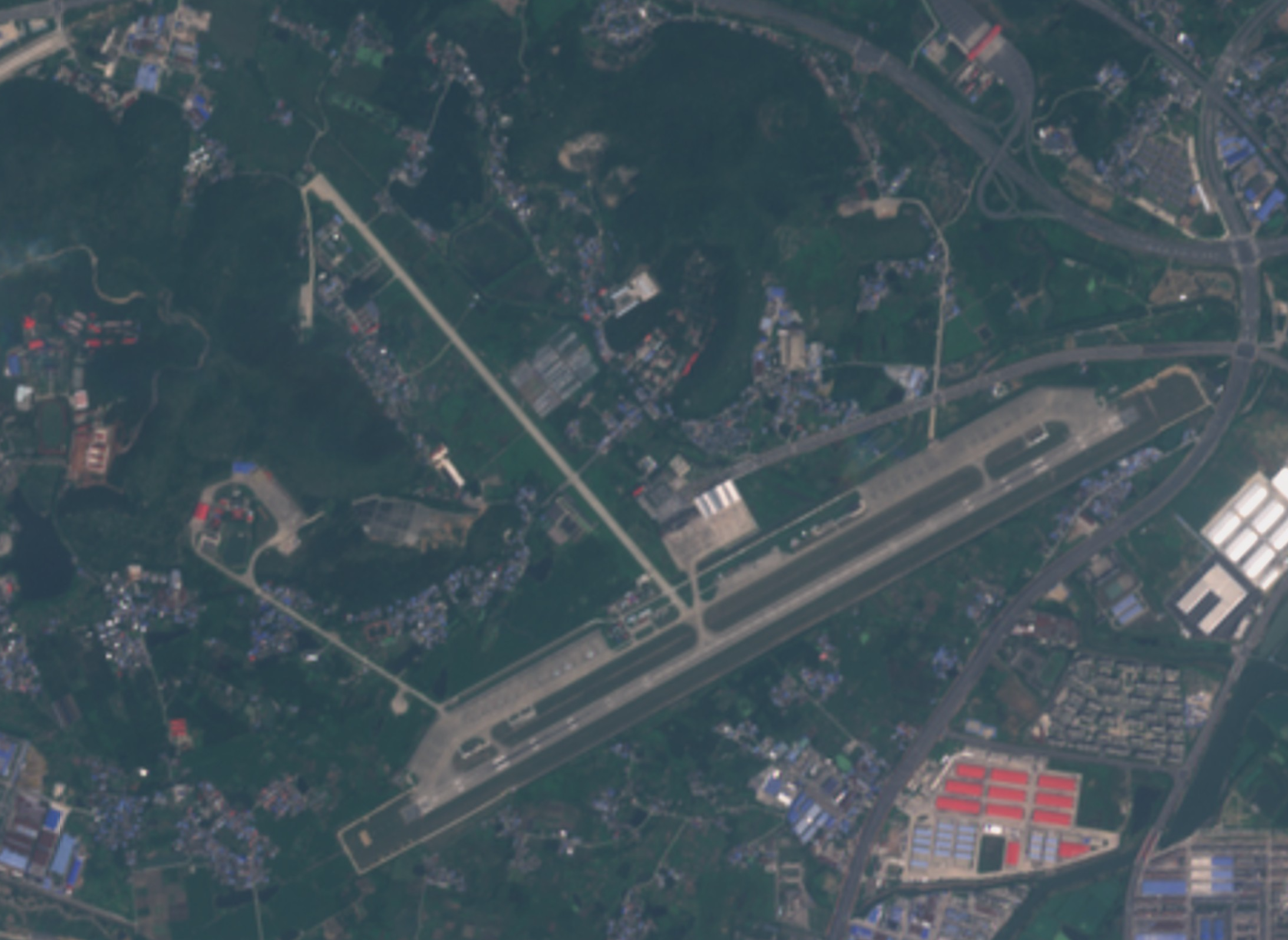
Sentinel-2による衛星画像（2023年）

安慶天柱山空港（あんけいてんちゅうざんくうこう）は中華人民共和国安徽省安慶市に位置する軍民共用空港。空軍基地としては中国人民解放軍空軍の安慶基地が設置されている。
安慶市から北に6.3キロメートルほど離れた場所に位置している。
1991年、政府が安慶基地を共用空港に転換することを許可した。2800万人民元の投資により、1993年12月に空港は民間機の運航にも使用されるようになった。
2005年には海南航空の親会社であるHNAグループが空港の管理権を取得し、近隣の観光地である天柱山にちなんで名称を変更した。

## 就航路線一覧
| 航空会社     | 就航地             |
| ------------ | ------------------ |
| 成都航空     | 成都（天府）、温州 |
| 中国東方航空 | 長沙、上海（浦東） |
| 中国南方航空 | 広州               |
| 海南航空     | 北京首都、海口     |
| 雲南祥鵬航空 | 昆明、寧波         |
| 奥凱航空     | 深圳、天津         |
| 天津航空     | 青島、廈門、西安   |
| 中国西部航空 | 重慶、福州         |

出典:

## 安慶空軍基地
安慶空軍基地（Anqing Air Base, Anqing North Air Base）には、H-6K爆撃機を運用する第10爆撃機師団第28航空連隊が配置されており、2018年の漢和防務評論によれば日常的に台湾の東海岸に進出しているという。
衛星画像によれば、滑走路の付近に2つの大きな駐機場があり、30機以上の駐機ポイントが存在する。また、滑走路があるエリアから北西に向けて約2キロメートルの誘導路が延びており、掩体壕に繋がっている。